# Kruse Schiller Motorsport
Kruse Schiller Motorsport est une écurie de sport automobile allemande. L'écurie compte trois participations aux 24 Heures du Mans, en 2008, 2009 et 2010.

## Historique
En 2008, l'écurie engage une Lola B05/40 motorisée par Mazda, aux 24 Heures du Mans, pour les pilotes Allan Simonsen, Hideki Noda et Jean de Pourtales,. La voiture est accidentée pendant les qualifications. En course, la Lola abandonne sur problèmes mécaniques, après cent-quarante-sept tours couverts.
En 2009, l'écurie participe aux 24 Heures du Mans et aux championnats Le Mans Series. et voit l'arrivée d'un nouvel ingénieur, en la personne de Gavin Willis.
En août 2009, après avoir manqué les 1 000 kilomètres d'Algarve, KSM met un terme à sa saison. La raison avancée serait un désaccord entre plusieurs personnes impliquées sur la partie technique.
En juillet 2010, l'écurie déclare forfait pour la manche d'Algarve pour la deuxième année consécutive. Ce forfait serait due à l'absence d'un des pilotes.